# Túnel ferroviario de San Gotardo
El túnel ferroviario de San Gotardo es un túnel de 15 km de longitud ubicado en Suiza que atraviesa el macizo de San Gotardo en los Alpes Lepontinos de norte a sur desde Göschenen hasta Airolo. En su momento, fue el túnel más largo del mundo, con 15 kilómetros de longitud.

## Generalidades
La boca norte del túnel se encuentra en Göschenen, en el cantón de Uri, a 1106 m s. n. m. y la boca sur en Airolo, en el  cantón del Tesino, a 1142 m s. n. m. El punto más alto de la infraestructura se halla a 8 km de la boca norte a 1151 m s. n. m.
El túnel es de un solo tubo con dos vías (una para cada sentido de circulación). Los trenes tardan aproximadamente 11 minutos en atravesar el túnel.

## Construcción
El túnel fue construido entre los años 1871 y 1881 bajo la dirección del ingeniero suizo Louis Favre.
La obra tuvo grandes dificultades para terminarse por cuestiones financieras, técnicas, geológicas y de salud con el saldo de 199 trabajadores muertos. El problema de salud que conllevaba la muerte de los trabajadores se debía al parásito Ancylostoma duodenale que se introducía en el organismo a través de los pies descalzos de los mineros provocándoles un cuadro caquéctico, conocido como "la caquexia de los mineros".
Las malas condiciones de trabajo llevaron a los obreros a hacer una huelga en 1875, que fue reprimida por el ejército suizo con el saldo de cuatro trabajadores muertos.

## Operación
El túnel fue finalmente abierto al tráfico en 1882 y estaba operado por la compañía privada Gotthardbahn que ofrecía servicios entre Lucerna y Chiasso (en la frontera suizo-italiana). La compañía Gotthardbahn fue absorbida por los Ferrocarriles Federales Suizos en 1909. 
En el año 1920 se finalizó la electrificación del túnel.
Hasta la apertura del túnel de carretera de San Gotardo se ofrecían servicios ferroviarios de transporte de automóviles y camiones desde un extremo al otro del túnel. Aún hoy existe un servicio de ese tipo entre las fronteras alemana e italiana con el fin de reducir el tráfico de camiones por las carreteras suizas.

## Galería
|                |
| Mapa del túnel |

|                    |
| Interior del túnel |

|                                                  |
| Monumento en memoria de los trabajadores muertos |